# Taça Paraná de Futsal
A Taça Paraná de Futsal (também conhecida como Troféu Jorge Kudri), é uma competição de futebol de salão, que hoje está atrelada ao Campeonato Paranaense de Futsal da Primeira Divisão, sua organização é de competência da Federação Paranaense de Futsal.
Criada em 1973, com o nome de Taça Paraná de Clubes, foi o primeiro certame profissional da modalidade no estado, sendo disputado até o ano de 1994, quando é criado o campeonato estadual, hoje conhecido. A partir de 2008, foi retomada sua disputa, conferindo ao primeiro colocado da primeira fase da Chave Ouro (Campeonato Paranaense de Futsal), à conquista o título, que hoje tem como nome do troféu, uma homenagem a Jorge Kudri, um dos pioneiros do futsal no Paraná.
Ao vencedor do torneio, é destinada a vaga para disputar a Liga Sul de Futsal.

## Campeões[2]
| Edição | Ano             | Campeão               | Vice-campeão         |
| ------ | --------------- | --------------------- | -------------------- |
| 1ª     | 1973 (detalhes) | Grêmio Cacique        | não disponível       |
| 2ª     | 1974 (detalhes) | Grêmio Cacique        | Associação Banestado |
| 3ª     | 1975 (detalhes) | Grêmio Cacique        | não disponível       |
| 4ª     | 1976 (detalhes) | Demafra               | não disponível       |
| 5ª     | 1977 (detalhes) | Florença              | Cotel                |
| 6ª     | 1978 (detalhes) | Derac                 | não disponível       |
| 7ª     | 1979 (detalhes) | Tagliari              | Capeletti            |
| 8ª     | 1980 (detalhes) | Tagliari              | AABB                 |
| 9ª     | 1981 (detalhes) | Círculo Militar       | São Lucas            |
| 10ª    | 1982 (detalhes) | Círculo Militar       | não disponível       |
| 11ª    | 1983 (detalhes) | Círculo Militar       | não disponível       |
| 12ª    | 1984 (detalhes) | Unibox                | não disponível       |
| 13ª    | 1985 (detalhes) | Círculo Militar       | não disponível       |
| 14ª    | 1986 (detalhes) | Unibox                | Círculo Militar      |
| 15ª    | 1987 (detalhes) | Curitibano            | Serra Esportes       |
| 16ª    | 1988 (detalhes) | Curitibano            | Sarandi              |
| 17ª    | 1989 (detalhes) | Curitibano            | Candeias             |
| 18ª    | 1990 (detalhes) | Grêmio Patobranquense | Curitibano           |
| 19ª    | 1991 (detalhes) | Inpacel               | Curitibano           |
| 20ª    | 1992 (detalhes) | Inpacel               | AABB                 |
| 21ª    | 1993 (detalhes) | Inpacel               | Canadá               |
| 22ª    | 1994 (detalhes) | Inpacel               | Grêmio Londrinense   |
| 23ª    | 2008 (detalhes) | Umuarama              | Copagril             |
| 24ª    | 2009 (detalhes) | Copagril              | Umuarama             |
| 25ª    | 2010 (detalhes) | Copagril              | Guarapuava           |
| 26ª    | 2011 (detalhes) | Marreco               | Guarapuava           |
| 27ª    | 2012 (detalhes) | Copagril              | Cascavel             |
| 28ª    | 2013 (detalhes) | Cascavel              | Oppnus/Maringá       |
| 29ª    | 2014 (detalhes) | Guarapuava            | Cascavel             |
| 30ª    | 2015 (detalhes) | Umuarama              | Guarapuava           |

### Títulos por equipe
| Clube                 | Cidade                  | Títulos                     | Vices                 |
| --------------------- | ----------------------- | --------------------------- | --------------------- |
| Círculo Militar       | Curitiba                | 4 (1981, 1982, 1983 e 1985) | 1 (1986)              |
| Inpacel               | Arapoti                 | 4 (1991, 1992, 1993 e 1994) | 0 (não possui)        |
| Curitibano            | Curitiba                | 3 (1987,1988 e 1989)        | 2 (1990 e 1991)       |
| Copagril              | Marechal Cândido Rondon | 3 (2009, 2010 e 2012)       | 1 (2008)              |
| Grêmio Cacique        | Londrina                | 3 (1973, 1974 e 1975)       | 0 (não possui)        |
| Umuarama              | Umuarama                | 2 (2008 e 2015)             | 1 (2009)              |
| Tagliari              | Campo Mourão            | 2 (1979 e 1980)             | 0 (não possui)        |
| Unibox                | Curitiba                | 2 (1984 e 1986)             | 0 (não possui)        |
| Guarapuava            | Guarapuava              | 1 (2014)                    | 3 (2010, 2011 e 2015) |
| Cascavel              | Cascavel                | 1 (2013)                    | 2 (2012,2014)         |
| Demafra               | Paranavaí               | 1 (1976)                    | 0 (não possui)        |
| Florença              | Londrina                | 1 (1977)                    | 0 (não possui)        |
| DERAC                 | Cascavel                | 1 (1978)                    | 0 (não possui)        |
| Grêmio Patobranquense | Pato Branco             | 1 (1990)                    | 0 (não possui)        |
| Marreco               | Francisco Beltrão       | 1 (2011)                    | 0 (não possui)        |
| AABB                  | Londrina/Ponta Grossa   | 0 (não possui)              | 2 (1980 e 1992)       |
| Associação Banestado  | Curitiba                | 0 (não possui)              | 1 (1974)              |
| Cotel                 | Paranavaí               | 0 (não possui)              | 1 (1977)              |
| Capeletti             | Ponta Grossa            | 0 (não possui)              | 1 (1979)              |
| São Lucas             | Paranavaí               | 0 (não possui)              | 1 (1981)              |
| Serra Esportes        | Maringá                 | 0 (não possui)              | 1 (1987)              |
| Sarandi               | Sarandi                 | 0 (não possui)              | 1 (1988)              |
| Candeias              | Curitiba                | 0 (não possui)              | 1 (1989)              |
| Canadá                | Londrina                | 0 (não possui)              | 1 (1993)              |
| Grêmio Londrinense    | Londrina                | 0 (não possui)              | 1 (1994)              |
| Oppnus/Maringá        | Maringá                 | 0 (não possui)              | 1 (2013)              |

### Títulos por cidade
| Cidade                  | Títulos                                                  | Vices                             |
| ----------------------- | -------------------------------------------------------- | --------------------------------- |
| Curitiba                | 9 (1981, 1982, 1983, 1985, 1987,1988, 1989, 1984 e 1986) | 5 (1974, 1986, 1989, 1990 e 1991) |
| Londrina                | 4 (1973, 1974, 1975 e 1977)                              | 3 (1980, 1993 e 1994)             |
| Arapoti                 | 4 (1991, 1992, 1993 e 1994)                              | 0 (não possui)                    |
| Marechal Cândido Rondon | 3 (2009, 2010 e 2012)                                    | 1 (2008)                          |
| Cascavel                | 2 (1977 e 2013)                                          | 1 (2012)                          |
| Umuarama                | 2 (2008 e 2015)                                          | 1 (2009)                          |
| Campo Mourão            | 2 (1979 e 1980)                                          | 0 (não possui)                    |
| Guarapuava              | 1 (2014)                                                 | 3 (2010, 2011 e 2015)             |
| Paranavaí               | 1 (1976)                                                 | 2 (1977 e 1981)                   |
| Pato Branco             | 1 (1990)                                                 | 0 (não possui)                    |
| Francisco Beltrão       | 1 (2011)                                                 | 0 (não possui)                    |
| Ponta Grossa            | 0 (não possui)                                           | 2 (1979 e 1992)                   |
| Maringá                 | 0 (não possui)                                           | 2 (1987 e 2013)                   |
| Sarandi                 | 0 (não possui)                                           | 1 (1988)                          |